# 国家超级计算天津中心
国家超级计算天津中心（英語：National Supercomputing Center in Tianjin），位于中國天津市滨海新区天津经济技术开发区，由天津市滨海新区和国防科学技术大学共同建设、中国首个部署有千万亿次超级计算机的国家超级计算中心。该中心的业务主机天河一号A在投入使用时，曾是世界上運算速度最快的超级计算机。

## 运行
2015年8月12日晚间，天津港发生一起特别重大火灾爆炸事故，爆炸波及国家超级计算天津中心。晚爆炸发生后，国家超级计算天津中心“天河一号”虽正常运行，但事故造成楼房外墙和玻璃破损，出于安全考虑8月13日已经人工关机，部分政务系统受到影响。至8月17日中午，“天河一号”恢复运行。
2021年11月，依托国家超级计算天津中心，建立了先进计算与关键软件（信创）海河实验室。

## 计算机系统
- 天河一号（千万亿次计算系统）
- 天河·天腾（百万亿次计算系统）
- 天河·天翔（128个CPU）
- 天河·天驰（96个CPU）[8]
- 天河三号原型机（验证性系统，目前理论峰值性能为3.15 Pflops）[9]

## 外部連結
- （简体中文）國家超級計算天津中心（页面存档备份，存于）

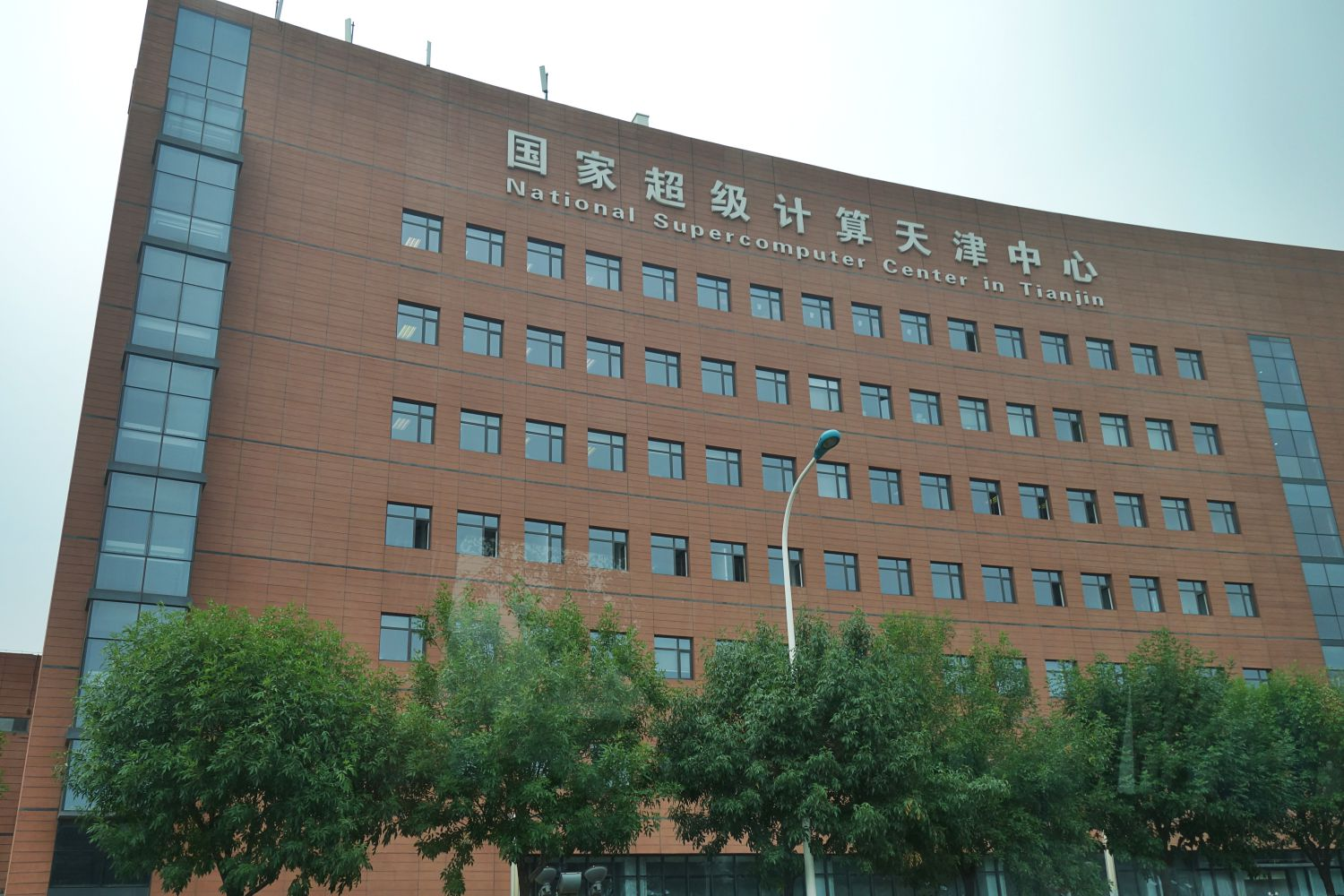
国家超级计算天津中心

- （英文）National Supercomputing Center in Tianjin（页面存档备份，存于）

| 中华人民共和国国家超级计算中心 | 中华人民共和国国家超级计算中心                            | 中华人民共和国国家超级计算中心 | 中华人民共和国国家超级计算中心 | 中华人民共和国国家超级计算中心 | 中华人民共和国国家超级计算中心                                      |
| 序号                           | 国家超級計算中心                                          | 地點                           | 啟用時間                       | 部署機型                       | 共建單位                                                            |
| ------------------------------ | --------------------------------------------------------- | ------------------------------ | ------------------------------ | ------------------------------ | ------------------------------------------------------------------- |
| 1                              | 国家超级计算天津中心                                      | 天津市                         | 2009年10月                     | 天河一号、天河三号原型机       | 国防科技大学 · 滨海新区政府 · 天津经济技术开发区管委会              |
| 2                              | 国家超级计算深圳中心                                      | 廣東省深圳市                   | 2009年                         | 曙光星云                       | 中科院计算所 · 中科曙光 · 深圳市政府                                |
| 3                              | 国家超级计算长沙中心                                      | 湖南省長沙市                   | 2011年                         | 天河一号                       | 国防科技大学 · 湖南大学 · 湖南省政府                                |
| 4                              | 国家超级计算济南中心                                      | 山東省濟南市                   | 2011年10月                     | 神威蓝光、神威E级原型机        | 山东省科学院 · 山东省计算中心                                       |
| 5                              | 国家超级计算广州中心                                      | 廣東省廣州市                   | 2013年                         | 天河二号、天河星逸             | 国防科技大学 · 中山大学 · 广州市政府 · 广东省政府                   |
| 6                              | 国家超级计算无锡中心                                      | 江蘇省無錫市                   | 2016年6月                      | 神威·太湖之光                  | 科技部 · 无锡市政府 · 江苏省政府                                    |
| 7                              | 国家超级计算郑州中心                                      | 河南省郑州市                   | 2020年11月                     | 嵩山                           | 郑州大学                                                            |
| 8                              | 国家超级计算昆山中心                                      | 江蘇省昆山市                   | 2020年11月                     | 昆仑                           | 未知                                                                |
| 9                              | 崂山实验室（青岛国实）超算中心？                          | 山东省青岛市                   |                                | 神威·海洋之光                  | 崂山实验室 · 青岛国实                                               |
| 10                             | 国家超级计算成都中心                                      | 四川省成都市                   | 2021年6月                      | 未知，疑为曙光硅立方           | 未知                                                                |
| 11                             | 国家超级计算西安中心                                      | 陕西省西安市                   | 2022年7月                      | 秦岭                           | 未知                                                                |
| 12                             | 国家超级计算太原中心                                      | 山西省太原市                   | 2022年4月                      | 太行一号                       | 山西云时代公司 · 山西大学                                           |
| 13                             | 中新（重庆）国际超算中心？                                | 重庆市                         |                                |                                | 重庆移动 · 无锡中心 · 新加坡MGN · 新加坡Archanan · 寰球超算（重庆） |
| 14                             | “乌镇之光”超算中心 浙江（长三角）新一代全功能智能超算中心 | 浙江省桐乡市                   | 2022年5月                      |                                |                                                                     |

39°02′32.43″N 117°43′14.42″E / 39.0423417°N 117.7206722°E